# Biografia da Guitarra
Biografia da Guitarra é um álbum dedicado à guitarra portuguesa e ao fado de Lisboa, sendo publicado em 2005.

## Intérpretes e canções
- Carlos Paredes, Variações em Ré Maior
- Alcino Frazão, Rapsódia de Folclore
- Armandinho, Fado Armandinho
- Jaime Santos, O Meu Sentir
- Domingos Camarinha, Guitarra Triste (acompanhando Amália Rodrigues)
  - Guitarra Triste
- José Nunes, As Cordas Duma Guitarra (Acompanhando Vicente da Câmara)
  - Retalhos do Passado
- Francisco Carvalhinho, Minha Guitarra (acompanhando Carlos Ramos)
  - Recordações
- Raul Nery, Minha Dor, (acompanhando Maria Teresa de Noronha)
- Conjunto de Guitarras de Raúl Nery, Fado das Trincheiras
  - Guitarras de Lisboa (acompanhando Fernando Farinha)
- Fontes Rocha, Variações no Fado Mouraria
- António Chainho, Acordem as Guitarras (acompanhando Lucília do Carmo)
  - Variações em Mi Menor
- Mário Pacheco, Canto da Sereia Encantada
- Ricardo Rocha, Iniciação
- Custódio Castelo, Guitarra Guitarra (acompanhando Camané)
- Pedro Caldeira Cabral, Larghetto dos Prazeres